# Cobra Starship
I Cobra Starship sono stati un gruppo statunitense pop punk formatosi nel 2005 a New York e attivo fino al 2015.

## Storia
Secondo Gabe Saporta, cantante del gruppo, il nome del gruppo deriva da un suo viaggio nel deserto (per purificarsi) dove, a causa dalla sete e dalla disperazione, ebbe il miraggio di un cobra. Poi, secondo il suo racconto, sarebbe stato rapito dagli alieni e lì avrebbe incontrato il cobra sacro che gli avrebbe ordinato di tradurre il suo verbo attraverso la musica.
Nati per opera dell'ex cantante e bassista dei Midtown, Gabe Saporta, il loro primo album, intitolato While the City Sleeps, We Rule the Streets, venne pubblicato dalla Decaydance Records/Fueled by Ramen nel 2006. Dal disco vennero poi estratti i singoli Bring It (Snakes on a Plane), contenuto anche nella colonna sonora del film omonimo, The Church of Hot Addiction e Send My Love to the Dancefloor, I'll See You in Hell (Hey Mister DJ).
Nel 2007 venne pubblicato il loro secondo album, ¡Viva La Cobra! e poi, l'11 agosto del 2009, è uscito il terzo lavoro della band, intitolato Hot Mess. Nell'estate del 2008 pubblicano I Kissed a Boy, cover dell'hit I Kissed a Girl di Katy Perry.
Il 25 agosto 2014 il gruppo pubblica il singolo Never Been in Love con la collaborazione del duo Icona Pop. Lo stesso anno Ryland Blackinton ed Alex Suarez, membri della band dal 2005, abbandonano i Cobra Starship per dare inizio alle loro carriere soliste ed Eric Halvorsen (ex membro dei A Rocket to the Moon) e Andy Barr entrano nel gruppo. Il 6 novembre 2014 questa formazione suona al Jimmy Kimmel Live!.
Il 10 novembre 2015 Gabe Saporta annuncia lo scioglimento del gruppo attraverso il loro sito ufficiale.

## Formazione
- Gabe Saporta - voce
- Nate Novarro - batteria, percussioni, voce
- Victoria Asher - keytar, voce
- Eric Halvorsen - basso, cori
- Andy Barr - chitarra, voce

### Ex componenti
- Elisa Schwartz - keytar (2005-2007)
- Ryland Blackinton - chitarra, voce, sintetizzatore (2005- 2014)
- Alex Suarez - basso, voce, sintetizzatore (2005-2014)

## Discografia

### Album in studio
- 2006 - While the City Sleeps, We Rule the Streets
- 2007 - ¡Viva la Cobra!
- 2009 - Hot Mess
- 2011 - Night Shades

### Singoli
| Anno | Singolo                                                                            | Hot 100 | Modern Rock Tracks | Album                                      |
| ---- | ---------------------------------------------------------------------------------- | ------- | ------------------ | ------------------------------------------ |
| 2006 | Snakes on a Plane (Bring It) (feat. William Beckett, Travis McCoy e Maja Ivarsson) |         | 32                 | While the City Sleeps, We Rule the Streets |
| 2006 | The Church of Hot Addiction                                                        |         |                    | While the City Sleeps, We Rule the Streets |
| 2007 | Send My Love to the Dancefloor, I'll See You in Hell (Hey Mister DJ)               |         |                    | While the City Sleeps, We Rule the Streets |
| 2007 | The City Is at War                                                                 |         |                    | ¡Viva La Cobra!                            |
| 2007 | Guilty Pleasure                                                                    |         |                    | ¡Viva La Cobra!                            |
| 2008 | Kiss My Sass                                                                       |         |                    | ¡Viva La Cobra!                            |
| 2009 | Good Girls Go Bad (feat. Leighton Meester)                                         | 7       |                    | Hot Mess                                   |
| 2011 | You Make Me Feel...(feat. Sabi)                                                    | 7       |                    | Night Shades                               |
| 2014 | Never Been in Love (feat. Icona Pop)                                               |         |                    |                                            |

### Partecipazioni
- 2006 - AA.VV. Snakes on a Plane: The Album
- 2007 - AA.VV. Teenage Mutant Ninja Turtles: Music from the Motion Picture
- 2008 - AA.VV. Warped Tour 2008 Tour Compilation